# 戴城
戴城，字邦固，浙江青田人。明朝初年官員。

## 生平
洪武十八年（1385年），戴城中式乙丑科進士。授职蒲圻县县丞，任内兴文重教，惩恶扬善，政绩卓著。洪武二十一年（1388年），擢升户部员外郎。乾隆《蒲圻县志》有傳。